# Parafia Wszystkich Świętych w Krakowie (Nowa Huta)
Parafia Wszystkich Świętych w Krakowie – parafia rzymskokatolicka należąca do dekanatu Wawrzeńczyce archidiecezji krakowskiej w Górce Kościelnickiej przy ulicy Podbiałowej.

## Historia parafii
Parafia została utworzona w 1646 r. Kościół parafialny w Górce Kościelnickiej, wybudowany w 1648 r., został konsekrowany w 1698 r. Pod koniec XX w. wybudowano dwa kościoły filialne - św. Józefa w Kościelnikach i MB Częstochowskiej w Wolicy.
Cmentarz parafialny założony w 1820, wcześniej funkcjonował cmentarz przykościelny.

## Terytorium parafii
Miejscowości należące do parafii: Cło, Górka Kościelnicka, Kościelniki, Węgrzynowice, Wolica